# Ah ! Ernesto
Ah ! Ernesto est un conte pour enfant de Marguerite Duras publié chez Harlin Quist/Ruy-Vidal en 1971. L'ouvrage est réédité en 2013 aux éditions Thierry Magnier, accompagné d'un album intitulé Ah ! Marguerite Duras qui retrace l'aventure éditoriale de ce conte.

## Résumé
Ah ! Ernesto est sans doute l'œuvre la plus méconnue de Marguerite Duras. Elle présente l'histoire du jeune Ernesto qui ne veut pas retourner en classe car, à l'école, dit-il, on lui apprend des choses qu'il ne sait pas.

## Commentaire
On retrouve le personnage d'Ernesto dans deux autres créations de Marguerite Duras. Dans le film Les Enfants, en 1985 et dans le roman La Pluie d'été, publié en 1990 chez P.O.L.

### Édition
- Ah ! Ernesto, ill. de Bernard Bonhomme, Vannes, éd. Harlin Quist/Ruy-Vidal, 1971, 26 p.  (ISBN 978-3-458-15725-0)

### Adaptation
- 1982 : En rachâchant de Jean-Marie Straub et Danièle Huillet.